# Iván Franco Sopegno
Iván Franco Sopegno (Rosario, Argentina, 25 de septiembre de 1963) es un exfutbolista que se desempeña como director técnico del Club Deportivo Guastatoya de la Liga Guatemalteca de fútbol caracterizado por  su profesionalismo, innovación, gran estratega y analítico.
Iván Sopegno desarrolla su carrera en Guatemala, donde es el formador de una de las generaciones más exitosas de futbolistas del país en  Comunicaciones FC, dentro de su exitosa trayectoria ha tenido participación en todas las categorías, ganando ascensos y campeonatos, además de su continua formación profesional de jugadores, por ello es considerado uno de los mejores y más exitosos técnicos del Club y del  país.  
Así mismo, como técnico de selección nacional de Guatemala clasifica a Copa de Oro como S
subcampeón Centroamericano, además que logra el mejor Ranking FIFA de Guatemala. Clasifica a la tercera ronda de grupos de la eliminatoria mundialista. 
El argentino actualmente se encuentra dirigiendo ligas menores de CSD Comunicaciones.  
Formación Profesional y licencias:  
- Instructor de ligas menores (ATFA) 
- Director Técnico de Futbol Profesional (ATFA) 
- Técnico Pro Concacaf y Técnico Pro Conmebol  
- Especialización y Actualizaciones en Sudamérica, Centroamérica y Europa.

## Historia

### Carrera como futbolista
Iván Franco Sopegno nació en Rosario, Argentina. Inició su carrera como guardameta en Rosario Central, en 1983. También militó en los clubes peruanos de Cienciano de Cuzco y Municipal de Lima. En 1991 viaja a Guatemala para unirse al CSD Municipal. Posteriormente lo haría en los clubes Galcasa e Izabal JC. Sopegno regresó a Argentina en 1998 para enrolarse al Argentino de Rosario donde se retiró del fútbol profesional.

### Carrera como director técnico
Sopegno estudio y se graduó en Rosario como Director Técnico en Fútbol. Dirigió varios equipos de Liga Nacional y Primera División de Ascenso entre ellos Azucareros de Santa Lucía Cotzumalguapa y Antigua G.F.C. Llega al CSD Comunicaciones, uno de los equipos más laureados de Guatemala para dirigir las fuerzas básicas. Asume la dirección técnica como interino en 2008 tras la salida de Marlon Iván León, llegando hasta la final donde cayó ante Municipal. Posteriormente asumiría el mismo cargo en 2010 tras la salida de Julio César González, donde se proclamaría bicampeón en los torneos apertura 2010 y clausura 2011, este último goleando en la final al archirrival Municipal con un global de 6-0. Sopegno es sustituido por Ronald González tras ser derrotado en la final del Apertura 2011. El 8 de enero de 2013, el presidente del club Pedro Portilla hace oficial el regreso de Iván Franco Sopegno a la dirección técnica del CSD Comunicaciones.
El técnico argentino Iván Franco Sopegno festejó su quinto título con Comunicaciones y se convierte en el entrenador más exitoso con el equipo Crema, al conseguir el tetracampeonato y título 28 en la historia.
Sopegno se une al grupo de los entrenadores que han ganado cinco títulos con el CSD Comunicaciones. Los suyos los conquistó en Apertura 2010, Clausura 2011, Clausura 2013, Apertura 2013 y Clausura 2014. Los otros estrategas con cinco galardones son: Enzo Troserro (solo con Municipal) y Walter Ormeño (cuatro cremas y un rojo). Los máximos entrenadores con copas son Rubén Amorín, con ocho (todos en torneos largos) y Horacio Cordero con seis.
El 21 de mayo de 2014 fue nombrado por la Federación Nacional de Fútbol de Guatemala como nuevo técnico de la selección guatemalteca.
El 17 de diciembre de 2015 renunció a dicho cargo.

## Palmarés

### Como entrenador
| Título                               | Club               | País      | Año           |
| ------------------------------------ | ------------------ | --------- | ------------- |
| Liga Nacional de Fútbol de Guatemala | CSD Comunicaciones | Guatemala | Clausura 2014 |
| Liga Nacional de Fútbol de Guatemala | CSD Comunicaciones | Guatemala | Apertura 2013 |
| Liga Nacional de Fútbol de Guatemala | CSD Comunicaciones | Guatemala | Clausura 2013 |
| Liga Nacional de Fútbol de Guatemala | CSD Comunicaciones | Guatemala | Clausura 2011 |
| Liga Nacional de Fútbol de Guatemala | CSD Comunicaciones | Guatemala | Apertura 2010 |